# Ramat Gan

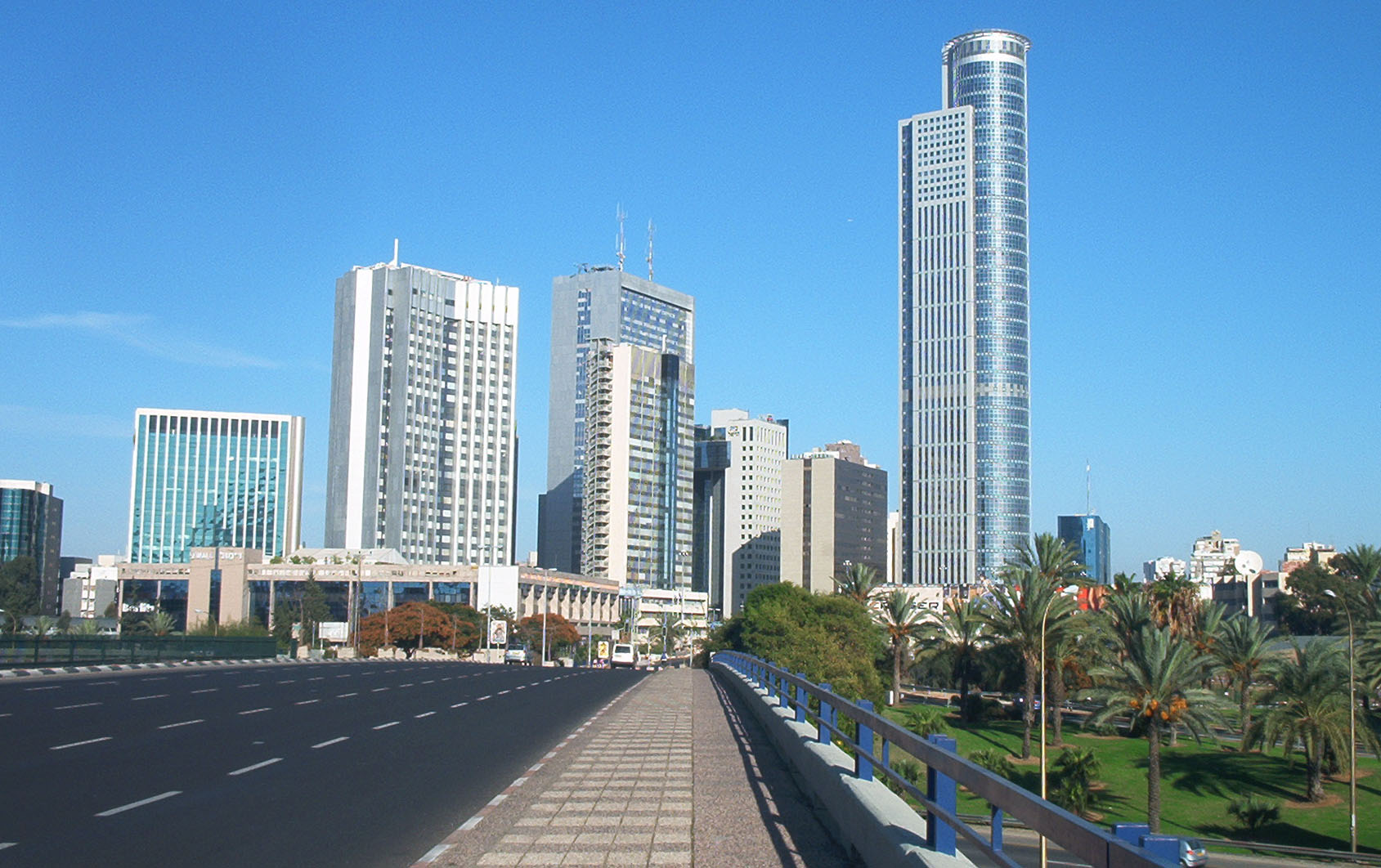
Skyskrapor i Ramat Gan

Ramat Gan (hebreiska: רמת גן) är en stad i Tel Aviv-området Gush Dan i Israel, och gränsar till städerna Tel Aviv, Giv'atayim och Bnei Brak.
I staden finns Israels nationalstadion för fotboll (Ramat Gan Stadium), Bar-Ilan universitetet (med känd läkemedels- och medicinsk forskning på Sheba Medical Center) och en nationalpark (Park Leumi). Staden har också en av världens största diamantbörser och har också Israels högsta kontorsbyggnad.
Ramat Gan grundades 1921 som en moshav med inriktning på jordbruk. Efter en omfattande befolkningstillväxt och kommersiell tillväxt blev området stad 1950. År 2004 hade Ramat Gan 127 000 invånare och en yta på 12 km² (12 000 dunam). Befolkningstillväxten var 0,7 % per år.
Enligt Israels statistiska centralbyrå (Israel Central Bureau of Statistics) var Ramat Gan rankat som nummer åtta bland de mest socioekonomiskt utvecklade städerna i Israel. Genomsnittslönen i Ramat Gan var 83940 NIS/år.

## Historik
När Ramat Gan grundades 1921 på mark som köptes 1918, var staden en moshav. Innan namnet Ramat Gan uppstod år 1923 kallades bosättningen Ir Ganim (hebreiska: עיר גנים, översatt: Trädgårdsstaden).
Vartefter åren gick övergick Ramat Gan från jordbruk till handel och även till att bli stad. År 1926 erkände britterna i Brittiska Palestinamandatet Ramat Gan som samhälle och år 1950 fick Ramat Gan status som stad efter bildandet av staten Israel.
Stadens infrastruktur växte stadigt och nya centra som Sheba Medical Center, nationalstadion, Bar Ilan-universitetet och diamantbörsen kom till. Hela 25 % av staden utgörs av parker och staden huserar även Kfar Maccabiah där de judiska olympiska spelen, Maccabiah games, hålls var fjärde år.

## Vänstäder
- Kassel, Tyskland
- Weinheim, Tyskland
- Finchley, London, Storbritannien
- Phoenix, Arizona, USA
- London, Storbritannien
- Mendoza, Argentina
- Wrocław, Polen
- Szombathely, Ungern

## Personer från Ramat Gan
- Tal Stricker (1979), känd inom simning
- Ilan Ramon (1954), första israeliska astronauten